# Koninklijke Marokkaanse luchtmacht
De Koninklijke Marokkaanse luchtmacht (RMAF, القوات الجوية الملكية, al-Quwwat al-Jawwiyah al-Malakiyah) is de luchtmacht van het Marokkaanse leger.

## Geschiedenis
De Marokkaanse luchtmacht werd opgericht op 19 november 1956 als de Aviation Royale Chérifienne. De nieuwe luchtmacht erfde moderne bases van Frankrijk, Spanje en de Verenigde Staten. In 1961 werd het de Force Aérienne Royale Marocaine (Koninklijke Marokkaanse Luchtmacht) en werden ook gevechtsvliegtuigen en bommenwerpers aangekocht van de Sovjet-Unie. Door politieke moeilijkheden met de USSR kocht Marokko later in de jaren zestig vliegtuigen en helikopters in de VS en later, in de jaren zeventig, ook in Frankrijk.

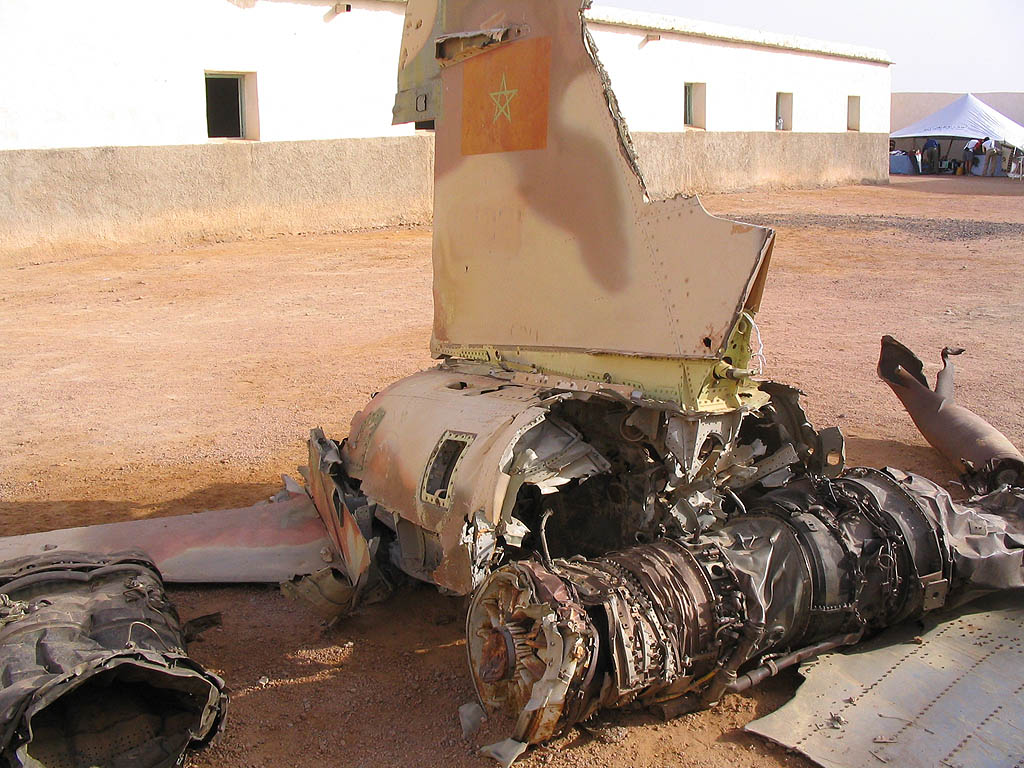
De restanten van de staart van een Marokkaanse bommenwerper die decennia eerder door Polisario was neergehaald in Tifariti

Bij het begin van het conflict in de Westelijke Sahara eind jaren zeventig waren de Fouga Magisters de eerste toestellen die in actie kwamen. In die oorlog verloor de Marokkaanse luchtmacht een F-5A en twee RF-5A's. Vervolgens werden twintig F-5E's en vier F-5F's gekocht met financiële steun van Saoedi-Arabië. Een groot probleem met de F-5 was dat het bereik van het gevechtsvliegtuig te klein was voor missies in de enorme Sahara. Om dit probleem op te lossen werden vier tankvliegtuigen gekocht. De Mirages F1 verdedigden Marokko tegen Algerije en Libië die tegenstander Polisario steunden.
De Mirage-piloten werden opgeleid in Frankrijk. Tussen 1978 en 1982 ontving Marokko drie leveringen met in totaal vijftig toestellen. Aangezien Marokko noch door Algerije noch door Libië werd aangevallen, werden ze ingezet voor luchtaanvallen tegen Polisario. In de jaren negentig wilde de Marokkaanse luchtmacht opnieuw moderniseren door Mirages 2000 of F-16's aan te schaffen, doch de financiën hiervoor kwamen toen niet rond.
Later plaatste de Marokkaanse overheid een order bij het Amerikaanse Lockheed Martin voor 24 F-16's. De laatste drie gevechtsvliegtuigen werden in augustus 2012 afgeleverd aan de Marokkaanse luchtmacht. Met de order was een bedrag van 2,5 miljard dollar gemoeid.

## Vloot
In 2024 had de luchtmacht 244 toestellen, waarvan 83 gevechtsvliegtuigen, inclusief een deel van de helikoptervloot. Verder 94 ondersteunende toestellen en 67 trainingstoestellen. 25% van de vloot bestaat uit helikopters. De belangrijkste leveranciers zijn de Verenigde Staten en Frankrijk, secundaire leveranciers zijn Duitsland, Spanje en Italië.

## Luchtmachtbases

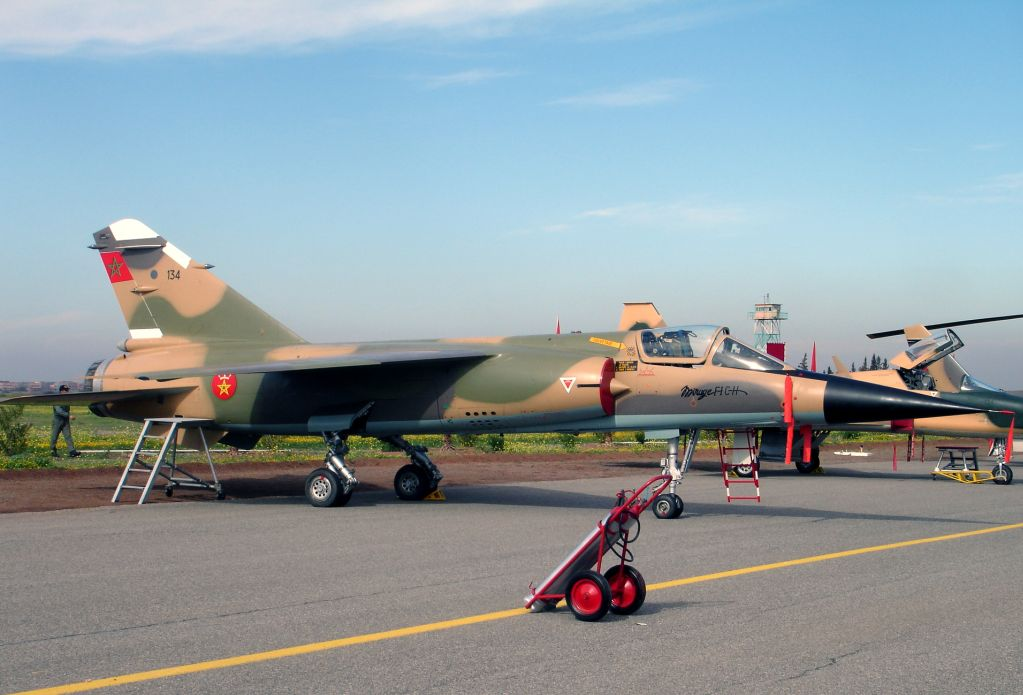
Een Marokkaanse Mirage F1CH.

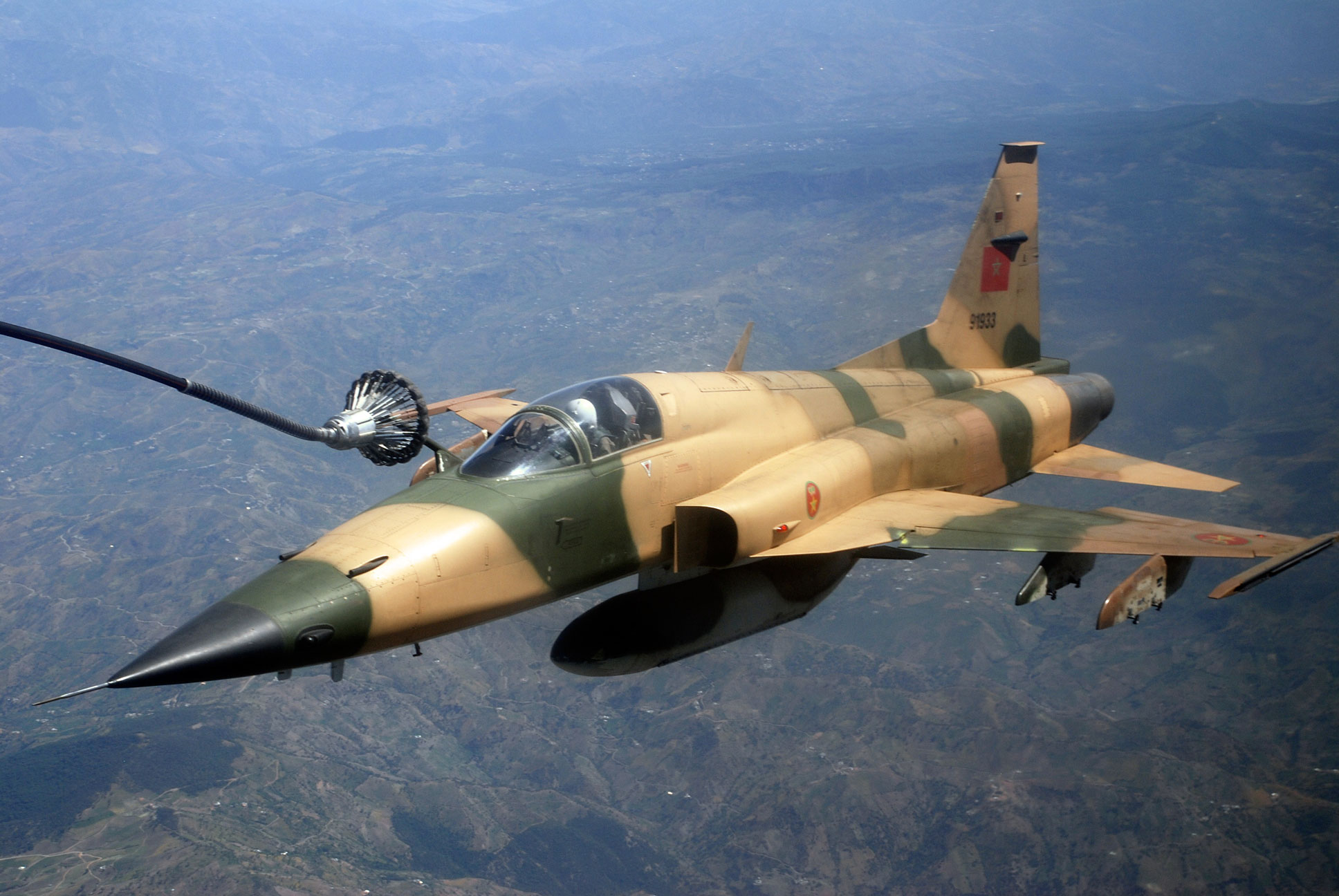
Een F-5 Tiger II aan een luchttanker tijdens een internationale oefening in 2009.

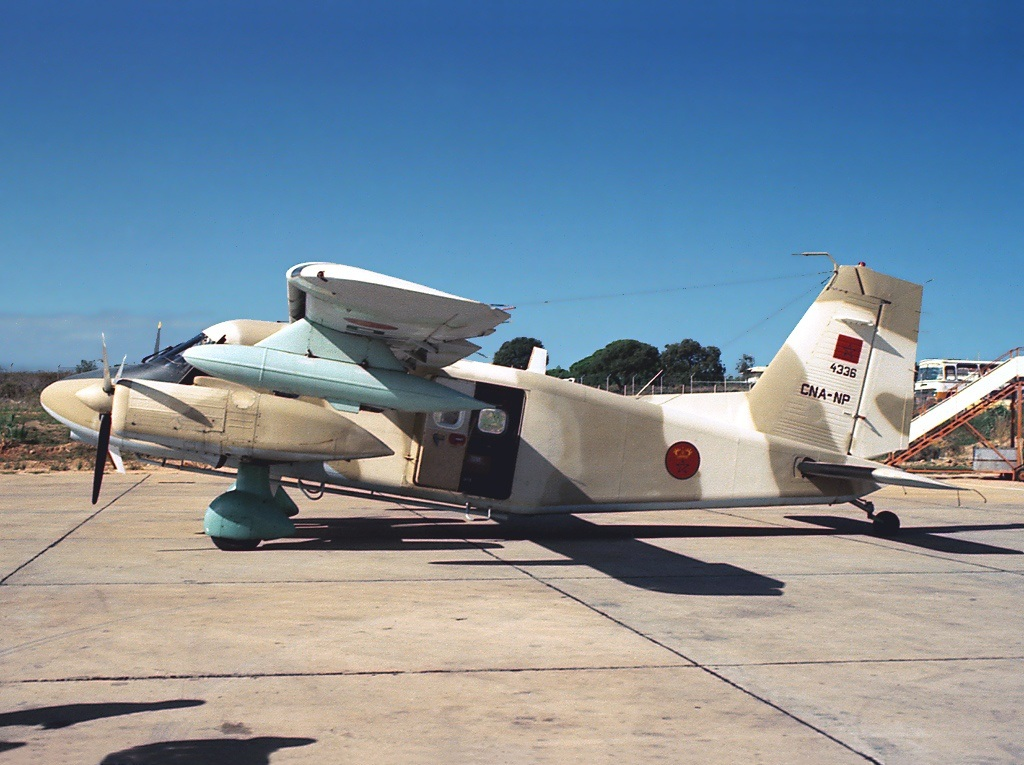
Een Dornier Do-128-2 Sky Servant.

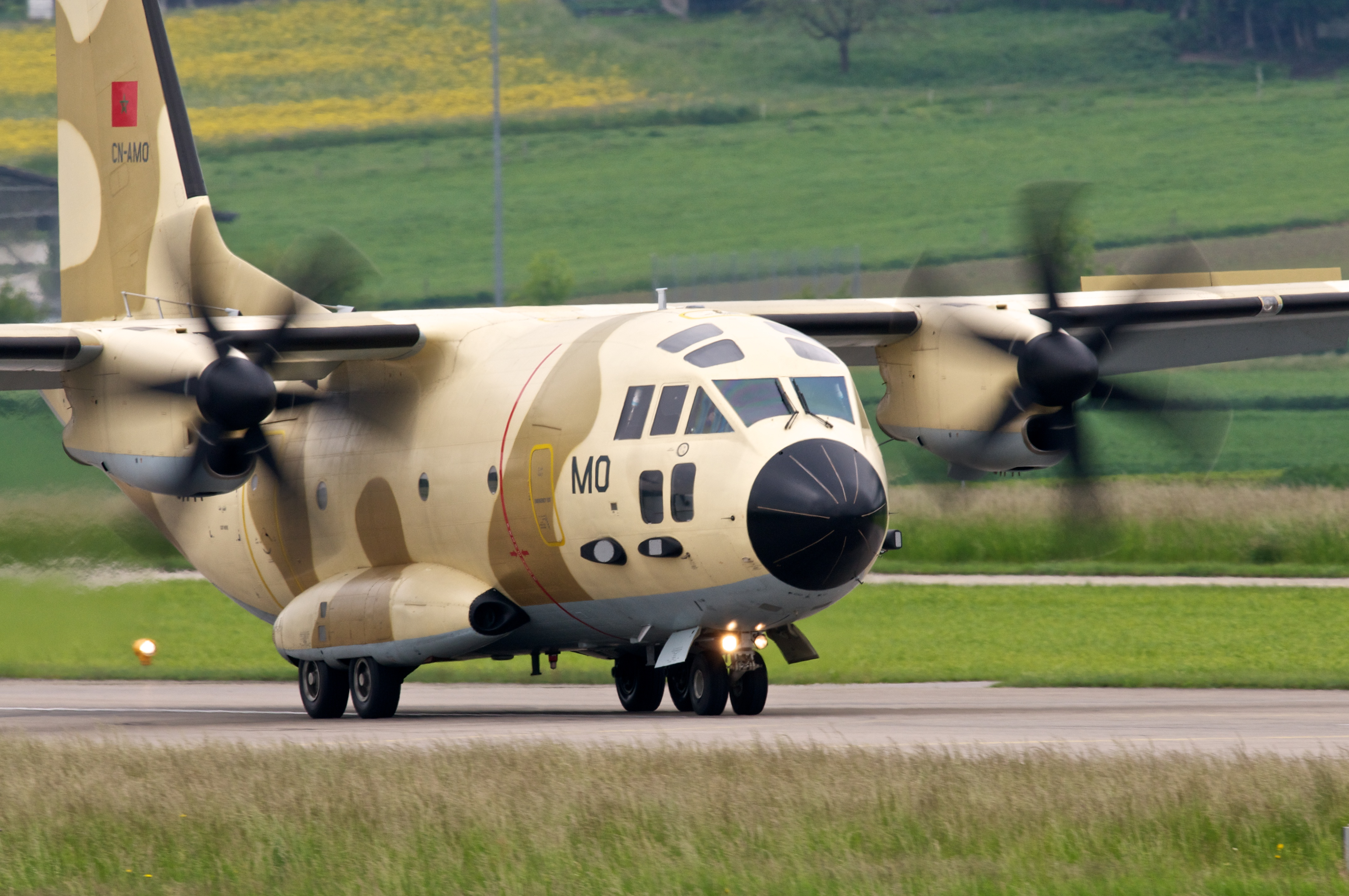
Een C-27J Spartan.

Rabat Salé/Internationale luchthaven (basis 1) F-16.
Meknes Bassatine (basis 2): F-16, F-35, Mirage 2000, AH-64 Apache.
Kenitra (basis 3)C-130, CN235, Boeing 707, AH-64 Apache.
Casablanca/Luchthaven Mohammed VHelikopters van de Koninklijke Marokkaanse marine: Apache's en surveillancehelikopters en Boeing 707.
Sidi Slimane (basis 5)Mirage 2000, F-15, F-16, Boeing 707.
Ben Guerir (basis 6)F-16. Bayraktar drones, F-35, MQ-9 Reapers, MQ-1 Predator's.
Marrakesh/Internationale luchthaven Marrakesh-Ménara (luchtmachtacademie)AS-202, T-34, T37, T-6, CAP-232, F-16, Boeing 707.
Al-Ajoen (Westelijke Sahara) Hassaneiland (detachement 1)F-16, Do-28. Bayraktar Drones, F-35, MQ-9 Reaper's, MQ-1 Predator's, AH-64 Apache.